# Économie de fonctionnalité
 (août 2024).
- Si vous ne connaissez pas le sujet, laissez ce bandeau (vous pouvez alors contacter les auteurs).
- Si vous supprimez le contenu mis en cause (vous pouvez préalablement contacter les auteurs),

argumentez précisément cette suppression dans la page de discussion
(un manque de référence n'est pas un argument ; une recherche réelle de référence doit avoir été effectuée, être formellement documentée).
 (août 2024).
Motif : manque de structuration, paragraphes TI, listes à puces trop longues,...

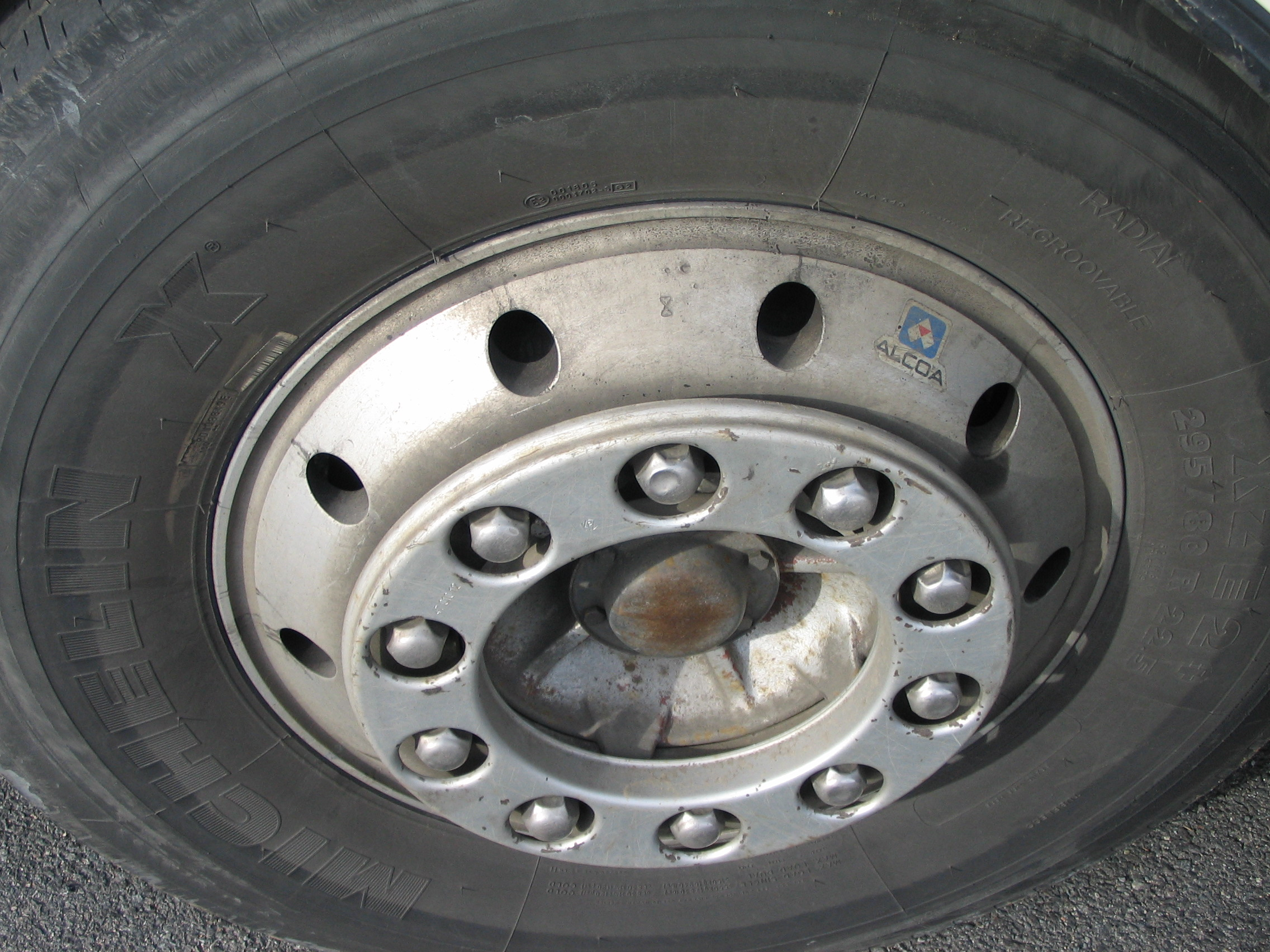
Un exemple classique de l'économie de fonctionnalité est un fabricant ou loueur de pneus qui reste propriétaire de ses produits au lieu de les vendre.
Il se charge de leur rechapage ou recreusage (s'il est prudent) et leur entretien ; l'utilisateur est facturé au kilomètre parcouru.

L’économie de fonctionnalité, économie de la fonctionnalité, économie servicielle ou encore économie de performance, est l'offre ou la vente (à des entreprises, individus ou territoires), de l'usage d'un bien ou d'un service… et non du bien lui-même. 
Le fabricant a donc tout intérêt à faire durer le produit, ce qui devrait favoriser un moindre gaspillage des ressources naturelles, dans une perspective d'économie circulaire ainsi qu'« un accroissement du bien-être des personnes et un développement économique ».
C'est une innovation stratégique de rupture, qui vise à substituer à la vente d’un bien, d’un service ou d’une solution associée « biens + services », la mise à disposition de solutions intégrées,.
C’est le passage à l’approche intégrée qui crée les conditions de performance accrue. À titre d'exemple, lorsque vous achetez une voiture chez un concessionnaire, vous avez la possibilité d’y associer un service de financement ou d’assurance. Refuser de souscrire ces deux services chez le concessionnaire ne dégrade en rien la performance du véhicule acheté. Nous sommes ici dans le cas d’une solution associée. Imaginez maintenant une solution de mobilité intégrée qui coordonne trains et bus à travers un système de communication en temps réel. Si ce système tombe en panne, la performance du système est dégradée. L’intégration consiste donc en la mise à disposition de manière indissociable de biens et de services pour atteindre le niveau de performance escompté, de biens et de services répondant à des attentes essentielles dans la société contemporaine, dans une perspective de développement durable : habiter, cultiver sa santé/son bien-être, s’alimenter, s’informer et connaître, améliorer la mobilité des biens et des personnes, etc.
Ces solutions cherchent à réduire des externalités négatives environnementales et sociales et/ou à conforter des externalités positives. Elles visent par ailleurs à engager une décroissance des facteurs matériels engagés dans la production et la consommation de la solution, tout en compensant cette baisse par une croissance des facteurs immatériels, aussi bien en matière de valeur d'usage que de valorisation financière de l'offre.
Pour engager cette dynamique d'intégration, l’offre de solutions regroupe, généralement, des acteurs issus de filières et de secteurs d’activité différents et appelle à de nouvelles formes de coopération entre ces acteurs.
Souvent associée à un simple passage à la location d'un bien, l'économie de la fonctionnalité dépasse ce modèle. Ainsi, c’est la recherche normative de gains environnementaux et sociaux qui distingue l’économie de la fonctionnalité de la servicisation (économie des services) classique. Dans cette optique, le passage d’un modèle de vente de produits à un modèle de location est une forme de servicisation pouvant ne pas répondre aux caractéristiques de l’économie de la fonctionnalité (c’est d’ailleurs le plus souvent le cas[réf. nécessaire]).

## Trajectoires d'évolution vers l'économie de la fonctionnalité
Dans sa vision classique, limitative, l'économie de la fonctionnalité est souvent associée à un modèle fondé sur le fait de ne plus vendre un bien, mais de le mettre à disposition de ses clients cibles moyennant facturation à l’usage. Ce passage au modèle de service permet d’envisager d’une nouvelle manière le cycle de vie de l’équipement, ainsi que les conditions d’accessibilité à son usage.
Les gains environnementaux et sociaux liés à cette approche peuvent relever de deux dimensions : ils peuvent, d’une part, être liés à une organisation circulaire des flux de matières (passage à un modèle relevant de « l’économie circulaire »,), ce qui rend avantageux le recours à l’écoconception et à l’éco-efficience ; ils peuvent, d’autre part, conduire à améliorer l’usage et étendre les gains environnementaux aux gains sociaux tant internes qu’externes à l’entreprise.
- Exemple 1 : la société Xerox a décidé depuis de nombreuses années déjà de ne plus vendre de photocopieurs mais de les mettre à disposition de leurs clients moyennant une facturation à l’usage. Restant propriétaire des appareils, ces derniers ont été reconçus sur le principe de la « démontabilité - réparabilité - récupérabilité » de telle sorte que les nouvelles générations de machines sont aujourd’hui composées de 70 à 90 % des composants des anciennes machines. Cela génère d’importants gains environnementaux traduits par d’importants gains financiers (un gain net de plus de 250 millions de dollars annuellement)[9].
- Exemple 2 : en passant d’un modèle de vente de pneumatiques aux transporteurs routiers professionnels, à un modèle de mise à disposition de pneumatiques facturés aux kilomètres parcourus par les camions, Michelin a multiplié par 2,5 la durée de vie des pneus tout en augmentant son chiffre d’affaires et ses bénéfices[10].

Si cette approche est incontestablement vertueuse, elle présente néanmoins quelques limites : 
- elle se focalise essentiellement sur les enjeux environnementaux sans intégrer de manière claire les enjeux sociaux ;
- la décroissance des facteurs matériels - éminemment souhaitable - n'est pas compensée par une reconsidération du contenu de la croissance.

De ce fait, un modèle plus ambitieux, qualifié d'économie de la fonctionnalité et de la coopération, émerge. Il peut relever de l'un des deux stades suivants.

### Stade 1: la solution intégrée centrée sur une performance d'usage
Le modèle de la solution intégrée fondé sur une performance d’usage désigne l’offre de solutions qui intègrent des produits et des services de telle manière que c’est désormais le résultat de l’usage classique du bien ou du service initialement vendu qui est désormais apporté en direct au système clients (solution de confort lumineux versus vente d’ampoule, vente d’une solution de protection intégrée des cultures versus la vente de pesticides, etc.).[réf. souhaitée]
Cette perspective nouvelle engendre le plus souvent un changement du périmètre d’activités de l’entreprise ainsi que des acteurs engagés dans la réalisation de cette solution intégrée. Ce nouveau périmètre est défini d’une manière telle qu’il puisse mieux prendre en charge les externalités environnementales et sociales qui étaient préalablement subies de manière négatives par le système d’acteurs initial. Par ailleurs, la dynamique productive engagée s’appuie désormais sur une logique servicielle fondée sur des facteurs immatériels et a tendance à réduire les ressources matérielles mobilisées et à augmenter les ressources immatérielles. Par ailleurs, de nouvelles formes de coopération transversale deviennent centrales dans la capacité à déployer ces solutions intégrées.[réf. souhaitée]

#### Exemple:pesticidesversusprotection intégrée des cultures
Imaginons un instant concevoir, fabriquer et vendre des produits phytosanitaires à destination des agriculteurs. Herbicides, fongicides, défoliants, insecticides, etc. font partie de la gamme mise en marché. En facturant les produits à la quantité vendue, difficile — pour ne pas dire impossible — de concilier une réussite économique avec une amélioration environnementale et sociale/sanitaire notable.[réf. souhaitée]
Une autre voie est pourtant possible. En interrogeant la fonction du produit et le besoin de l’agriculteur, il est question de protéger les cultures des nuisibles et des maladies. Ne serait-il dès lors pas envisageable de vendre à l’agriculteur, en lieu et place des bidons de produits chimiques, un service intégré de protection de ses cultures facturé à l’hectare ? Ce faisant, la quantité de pesticides introduite dans les champs n’est plus le moteur du revenu, mais un coût qu’il est désormais avantageux de réduire. La recherche et développement va donc désormais s’évertuer à trouver des solutions moins gourmandes en produits, voire des solutions de substitution moins coûteuses à mettre en œuvre.[réf. souhaitée]
Ainsi, le piégeage sexuel des parasites ou l’introduction d’insectes prédateurs des nuisibles deviennent des solutions avantageuses à déployer, tout en pouvant désormais monétiser ces services écologiques rendus. Ce faisant, le bilan environnemental et social de l’entreprise peut s’améliorer en même temps que la réussite économique et financière. En passant d’une logique volumique à une logique centrée sur la valeur « servicielle » des produits initialement vendus, la dynamique de création, de production et de capture de la valeur devient radicalement différente.[réf. souhaitée]
Elle permet de créer un rapport totalement renouvelé avec l’agriculteur, en fondant désormais la relation sur la co-création et la coopération, la capacité à construire avec lui les solutions les plus appropriées au contexte spécifique des parcelles à protéger devenant stratégique. Dans ce contexte, la confiance, la pertinence des solutions déployées, la connaissance dans des domaines non plus seulement agronomiques et chimiques mais aussi biologiques et entomologiques… deviennent des ressources clés dans l’efficacité des solutions déployées. Soit autant de ressources immatérielles qui sont de facto placées au cœur de ce nouveau modèle économique et dont la qualité influe directement sur la « performance » de la solution.[réf. souhaitée]

### Stade 2: la solution intégrée centrée sur une performance territoriale
La solution intégrée centrée sur la dynamique territoriale désigne la mise en œuvre d’une solution intégrée où la dynamique entrepreneuriale portée par une ou plusieurs entreprises est étroitement couplée à une logique de développement territorial.[réf. souhaitée]
Beaucoup d’enjeux ne peuvent en effet pas trouver de réponses pertinentes en dehors d’une logique territoriale affirmée. Les questions de mobilité, de santé, d’éducation, d’aménagement du territoire…sont intimement liées au contexte d’un territoire donné, aux ressources et contraintes propres, aux forces mobilisables localement… La solution intégrée vise donc ici à apporter un résultat contribuant directement à la mise en place d’une dynamique territoriale nouvelle, source de qualité accrue pour les parties prenantes visées du territoire.[réf. souhaitée]

## Réponse aux enjeux du développement durable
L'économie de la fonctionnalité est un des moyens de réconcilier l'économie et le développement durable, car :
- Elle a un bénéfice environnemental, social et économique : moindre pollution et moindre consommation de ressources naturelles à service égal ou amélioré, prise en charge d'externalités environnementales ou sociales négatives, création d'externalités environnementales ou sociales positives, gains économiques, impact positif sur la relocalisation de l'emploi.
- Elle découple - normativement - la génération de revenu de la consommation de ressources et d'énergie. Toutefois, si les possibilités de découplage sont réelles, il s'agit ici d'un découplage relatif et non absolu[11].
- Elle met à mal le principe d'obsolescence programmée. Une économie et des modèles d'entreprise fondés sur un volume de produits à vendre, à fortiori dans des économies saturées tirées par les marchés de remplacement, ne valorisent pas les produits qui durent longtemps. Dans un tel contexte, un produit doit durer suffisamment longtemps pour être compétitif face à ses concurrents, mais pas trop car il retarde le rachat de remplacement. Aucun incitant donc à faire durer les produits le plus longtemps possibles.

À l'inverse, par opposition aux principes qui prévalent dans un système consumériste, la vente d'un service sans transfert de propriété du bien rend cette fois vertueux la mise à disposition d'un produit durant longtemps. Lorsque Xerox met ses photocopieurs à disposition de ces clients, ils produisent un revenu tant qu'ils sont chez le client. L'intérêt économique vise cette fois à les faire durer le plus longtemps possible ;
De la même manière, lorsque Safechem vend un service de dégraissage de pièces mécaniques, le solvant utilisé pour ces opérations devient un coût qu'il convient de minimiser. L'intérêt économique vise cette fois à limiter au maximum l'utilisation de cet intrant ;
- c'est une démarche fréquemment intégrée dans les Agenda 21 promus depuis le Sommet de la Terre, mais encore difficile à mettre en œuvre à petite échelle ;
- Le risque de pénurie d'énergie et de matières premières est désormais reconnu comme avéré, ainsi que d'inévitables augmentations de prix pour les années à venir, incitent les entreprises à en réduire la consommation. L’accroissement considérable des salaires asiatiques a aussi réduit l’attrait des ‘’délocalisations’’. Les entreprises ont tout intérêt à fabriquer des produits durables et évolutifs – assortis de services - dont elles proposeront l’usage au consommateur : la valeur ajoutée sera augmentée par la réduction de la part des ressources matérielles dans l’usage des produits.

Le modèle « économie de fonctionnalité » est maintenant suffisamment conceptualisé et expérimenté pour que les entreprises en deviennent des acteurs ; elles peuvent désormais concilier responsabilité écologique et rentabilité économique.

### France
En France, l'écofonctionnalité a été notamment promue par Nicolas Hulot
 dans son pacte écologique, ensuite retenue comme un des sujets du Grenelle de l'environnement à travers un atelier présidé par Dominique Bourg et Jean Martin Folz (chantier 31),. 

Jean-Louis Borloo, le 8 octobre 2008 l'a retenue comme une des solutions préconisées par le Grenelle. L'Ademe la définit (2017) comme le système qui  « consiste à fournir aux entreprises, individus ou territoires, des solutions intégrées de services et de biens reposant sur la vente d’une performance d’usage ou d’un usage et non sur la simple vente de biens. Ces solutions doivent permettre une moindre consommation des ressources naturelles dans une perspective d’économie circulaire, un accroissement du bien-être des personnes et un développement économique ».
Des cabinets conseils et bureaux d'études et des collectivités se saisissent de ces nouveaux concepts, certains y voyant un moyen d'améliorer la compétitivité et les bénéfices des entreprises et d'autres un moyen d'améliorer la soutenabilité des services (par exemple avec l'autopartage ou les systèmes de vélos en libre-service par exemple) ou les deux, avec en plus, la restauration du lien social en plus (ex AMAP).
- En 2009, une première action collective d'accompagnement de PME vers l'économie de la fonctionnalité est initiée par le Conseil régional du Nord-Pas-de-Calais et animée par ATEMIS[18].

- En 2013, des expériences d'accompagnement d'entreprises sont menées à titre expérimental dans trois régions françaises :
- en Nord-Pas-de-Calais, le réseau Alliances et le Centre des Jeunes Dirigeants de Nord Pas de Calais se sont alliés pour la mise en place d'un dispositif sur l'économie de fonctionnalité auquel 20 entreprises ont participé ; La CCI Grand Lille met également en place un dispositif d'accompagnement de PME vers l'économie de la fonctionnalité (animation ATEMIS / Christophe Sempels) ;
  - en Provence-Alpes-Côte d'Azur, l'Institut Inspire a testé une méthodologie qui s’appelle NOVUS, pour Nouvelles Opportunités Valorisant l’Usage et le Service[19] ;
  - en Rhône-Alpes, le CIRIDD a lancé le programme pilote « ReliEF » (Rhône-Alpes : Expérimenter L'Innovation par l'Économie de Fonctionnalité) avec le soutien de la région Rhône-Alpes. Il vise à accompagner cinq PME de Rhône-Alpes vers l'économie de fonctionnalité[20].

- En 2014, un accompagnement supplémentaire se lance dans les Alpes-Maritimes, et plus particulièrement dans le Pays de Grasse. Il réunit 11 entreprises issues de secteurs d'activités variés et désireuses d'engager une transition vers l'économie de la fonctionnalité (animation : Christophe Sempels et Christian du Tertre, opération portée par le Club des Entrepreneurs du Pays de Grasse). Cet accompagnement donne ensuite naissance au Club Cap EF[21], dont la mission est de promouvoir le modèle de l'économie de la fonctionnalité en région PACA.

- En 2017, l'ADEME a publié une étude « Vers une économie de la fonctionnalité à haute valeur environnementale et sociale en 2050 », comprenant un scénario favorable (scénario « Initiatives citoyennes et dynamiques territoriales »), tendanciel et moyen[4] et vision prospective à horizon 2050 sur le thème d'une dynamique servicielle optimisant le cycle de vie des biens matériels, en cherchant à évaluer ses potentialités en matière de soutenabilité du développement et à identifier les pistes prometteuses.  14 variables ont été étudiées dans quatre domaines que sont l’évolution de la société, le développement territorial, la dynamique économique, la coopération et la gouvernance et enfin l’écologie. L'étude retient quatre scénarios possibles[4] :

1. scénario « tendanciel » (cohabitation de diverses dynamiques économiques et d'une croissance basée sur l’innovation technologique et le court terme, où la dynamique servicielle peine à s’imposer.
2. scénario « Initiatives citoyennes et dynamiques territoriales » ; sobriété et consommation responsable sont recherchés par l’entreprise qui se met au centre de nouveaux "écosystèmes coopératifs territorialisés".
3. scénario « Régulation étatique forte dans un contexte de ressources naturelles sous haute tension » ; l'État impose la fonctionnalité aux territoires en encourageant une forte innovation technologique mais les entreprises peinent à s’engager vers la fonctionnalité.
4. scénario  « Rapidité des mutations technologiques associées à une faible régulation » : c'est ici l'économie financiarisée et la compétitivité par le moindre coût qui mènent le jeu, au détriment de certains enjeux du développement durable, et avec un faible ancrage territorial des entreprises.

L'étude conclut que le scénario no 2 est le plus favorable, basé sur la sobriété et un nouveau contrat social. Il nécessite cependant des conditions :
- - mise en œuvre cohérente et conjointe des 3 dimensions, indissociables, du Développement Durable : environnementale, sociale et économique ;
  - dispositifs d’évaluation (méthodes, outils) révélant la valeur et partageant ses ressorts ;
  - bonnes conditions pour l’innovation sociale (émergence, diffusion...) ;
  - dynamiques de coopération et d’engagements réciproques entre acteurs ;
  - les modes de production, de consommation de biens et services et les pratiques citoyennes doivent évoluer conjointement ;
  - bonne gestion du cycle de vie des objets, en cohérence avec les services

## Innovation business model
Au sein de l'entreprise, le passage à l’économie de la fonctionnalité présuppose la mise en place d’un nouveau modèle d'entreprise, c’est-à-dire d’une nouvelle architecture de création, de distribution et de capture de la valeur. Cette innovation est donc stratégiquement importante et nécessite la pleine adhésion de la direction générale de l’entreprise.

## Exemples d'application
Par exemple, au lieu d'acheter une automobile, le consommateur achète le service consistant à être transporté, éventuellement dans les meilleures conditions, d'un point à un autre. Le nombre de véhicules, et les coûts (dont frais d'assurance) et pollutions directes ou indirectes peuvent ainsi être réduits et mieux partagés.
Si l'on prend l'exemple de Michelin, ce dernier avait du mal à faire accepter l'augmentation du prix de ses pneus (augmentation indexée sur la qualité des produits). Dès lors, l'entreprise changea son discours mercatique pour non plus proposer à la vente des pneus mais un service d'accompagnement tout au long de la vie du produit. Ainsi, le client de Michelin ne paie plus pour des pneus mais pour des kilomètres parcourus. Les arguments positifs sont doubles : premièrement le client accepte le prix plus élevé et secondement, l'entreprise est encouragée à améliorer la qualité de ses produits.
Des systèmes d'autopartage sont conçus dans cet esprit, mais à des échelles ne permettant pas encore l'utilisation de véhicules plus écologiques.
En 2012, le modèle bénéficie d’un certain recul : de nombreux exemples (Michelin, Xerox, Dow Chemicals, Peugeot, Elis, Cofely, etc.) permettent de constater que les économies de ressources matérielles (énergie et matières premières) sont toujours, au moins, de l’ordre de 30 à 50 %.
Le modèle est d’ailleurs plus présent dans notre quotidien que supposé : dans les stations de lavage de voitures, le client paie l’usage d’une installation qui ne lui appartient pas. Il en est de même dans les laveries automatiques de linge et le téléphone, qu’il soit fixe ou mobile, fonctionne aussi sur ce modèle.